# Nōgyōsha Daigakkō

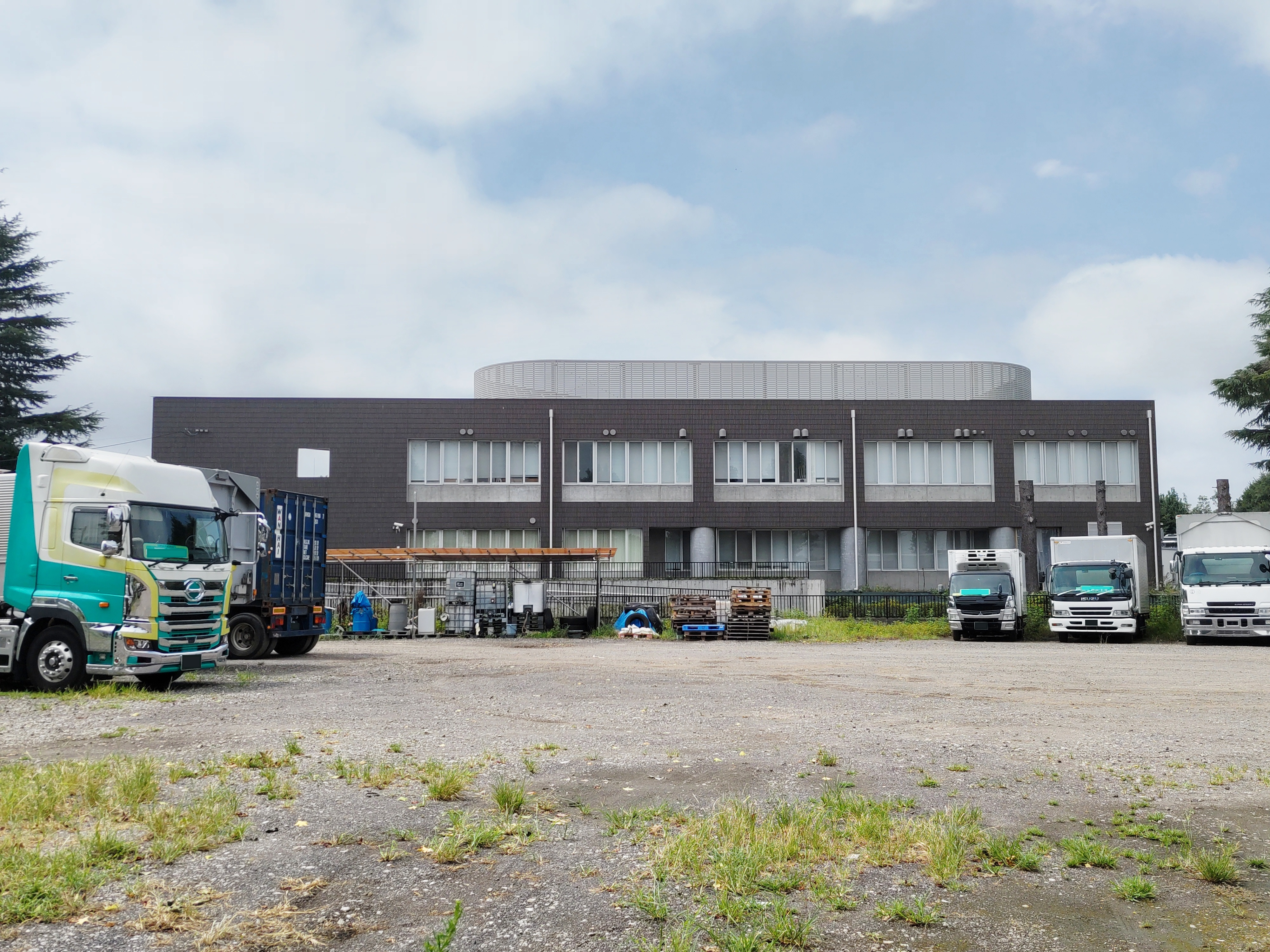
Ehemaliges Hauptgebäude (Sicht von Osten, August 2024)

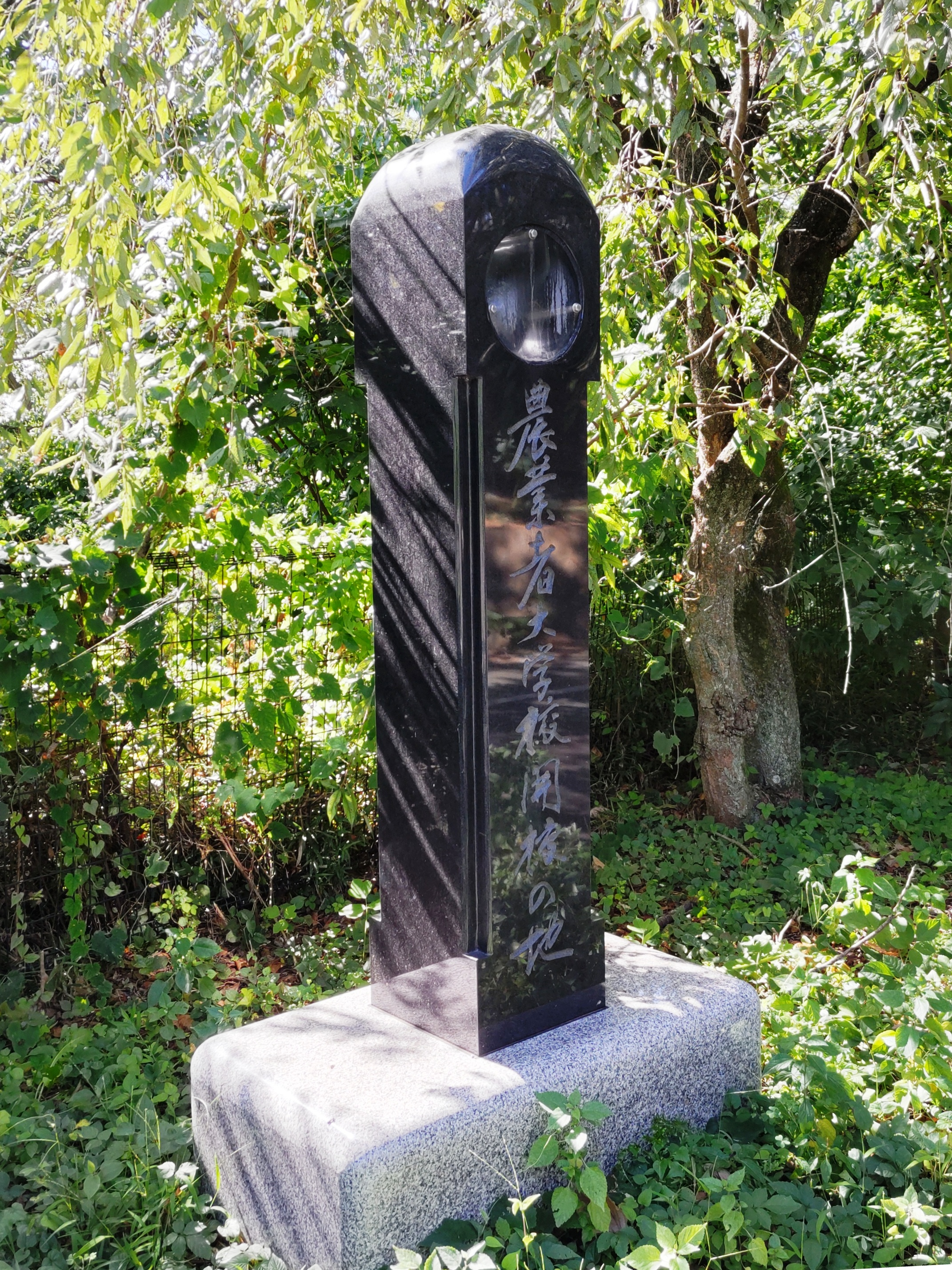
Gedenkstein vom Gründungsort in Tama (2024)

Die Nōgyōsha Daigakkō (jap. 農業者大学校, dt. „Hochschule der Landwirte“; engl. National Farmers Academy, kurz: Nōshadai (農者大) oder  NFA) war eine staatliche Hochschule in Tsukuba in der Präfektur Ibaraki (Japan).

## Geschichte
Die Hochschule wurde 1968 vom japanischen Ministerium für Landwirtschaft, Forsten und Fischerei (MAFF) gegründet, um die zukünftigen Landwirte auszubilden. Sie war nicht nach dem japanischen Schul- und Erziehungsgesetz (jap. 学校教育法 Gakkō kyōiku hō) eingerichtet. Also heißt sie nicht „Daigaku“, sondern „Daigakkō“.
2001 wurde sie eine Selbstverwaltungskörperschaft (jap. dokuritsu gyōsei hōjin). Ab 2006 war sie eine Abteilung der National Agriculture and Food Research Organization (NARO, 農業・食品産業技術総合研究機構), und 2008 zog sie von Tama (Tokio) nach Tsukuba. 2012 wurde sie geschlossen, durch die „Projektklassifizierung“ (jigyō shiwake) der Gyōsei Sasshin Kaigi.
Die Dauer vom Studiengang war letztlich 2 Jahre. Die Absolventen der 4-jährigen Hochschulen oder gleiche (jünger als 40) konnten sich für die Hochschule bewerben.
Im Februar 2012 war das Alumni-Netzwerk der Nōgyōsha Daigakkō (農業者大学校同窓会) an der Gründung vom Verein AgriFuture Japan (AFJ, 一般社団法人アグリフューチャージャパン) beteiligt, und der erste Vizepräsident war Absolvent der Nōgyōsha Daigakkō. Der Verein eröffnete 2013 die Privatakademie Japan Institute of Agricultural Management (JAIAM, 日本農業経営大学校 Nihon nōgyō keiei daigakkō). Neben den Lebensmittelunternehmen und der Norinchukin Bank (der Hauptsponsor) ist das Alumni-Netzwerk ein Unterstützer vom AFJ.